# Kafr Al-Maa
Kafr Al-Maa (în arabă: كفر الماء) este unul dintre orașele Districtului Al-Kourah, din Guvernoratul Irbid, Iordania, situat la 28 km la sud-vest, iar capitala, Amman, aproximativ 81 km în direcția nord-vest. Avea o populație de 17919 locuitori în 2015.

## Locație
Kafr Al-Maa este situat la sud de Der Abi Saeed și la nord de Kufr Rakeb.

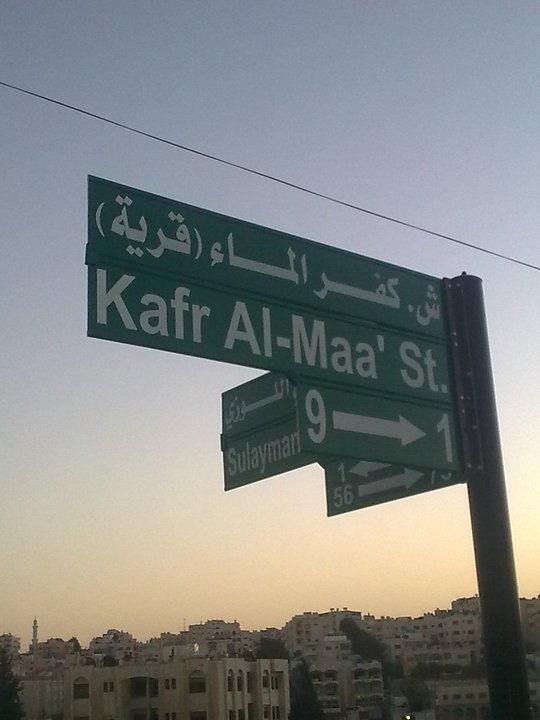
Kafr Al-Maa - Drumul spre Amman City

## Istorie
În 1596 a apărut în defterul din Siria otomană numit Kafr Alma, și localitatea situată în nahiya (subdistrict) al Kurei, făcea parte din Sangeacul Ajlun. Avea 45 de gospodării și 10 burlaci; toți musulmani. Sătenii plătea o cotă fixă de impozitare de 25% pe produsele agricole; inclusiv grâul, orzul, măslinii/podgoriile/pomii fructiferi, caprele și stupii de albine; în plus față de veniturile ocazionale. Impozitul total a fost de 10.000 asprii.
În 1838 locuitorii Kafr Al-Maa au fost înregistrați ca fiind predominant musulmani sunniți.
Recensământul iordanian din 1961 a găsit 1.517 locuitori în Kufr Ma.